# Stade Soussien
Stade Soussien (arabisch الملعب السوسي, DMG al-Malʿab as-Sūsī) ist ein tunesischer Fußballverein aus der Küstenstadt Sousse. Der Verein spielt in der dritthöchsten Spielklasse Tunesiens. Die Heimspiele werden im Stade Mustapha Amara ausgetragen. Wichtige Spiele, zu denen hoher Zuschauerandrang erwartet wird, finden im Stade Olympique de Sousse statt.

## Geschichte
Der Stade Soussien hat seine Wurzeln in der Medina von Sousse und wurde 1949 gegründet. Die Grün-Weißen waren von 1958 bis 1967 und in den Saisons 1983/84 und 1996/97 Erstligist.
Die größten Erfolge feierte der Verein in den Sechzigern. Ganz besonders in Erinnerung bleibt die Saison 1961/62, in welcher man es nur knapp verpasste, die Saison mit einem Double zu beenden. In der  tunesischen Meisterschaft landete die Mannschaft nach Ende der Saison mit 56 Punkten auf dem zweiten Platz. Der Meister Stade Tunisien beendete die Saison mit 58 Punkten.
Im Finale des tunesischen Pokals 1962 scheiterte man ebenfalls an Stade Tunisien. Das Hinspiel ging torlos aus, das Wiederholungsspiel gewann der Verein aus Le Bardo mit 1:0. Als Finalist qualifizierte man sich für den mittlerweile nicht mehr ausgetragenen Coupe Hédi Chaker und revanchierte sich mit einem 2:0-Sieg im Endspiel bei Stade Tunisien.

## Erfolge
- Erste Liga
  - Vizemeister: 1962
- Tunesischer Pokal
  - Finalist: 1962
- Coupe Hédi Chaker (1)
  - Sieger: 1962
- Zweitliga-Meister (4)
  - Mehrgleisiges Ligasystem: 1956, 1957 1983
  - Einheitliches Ligasystem: 1996
- Fünfte Liga (Regionalliga Sousse) (1)
  - Meister: 2013